# 敬括
敬括（？—771年），字叔弓，唐朝河中府河东县（今山西省永济市西南）人。
敬括乡举进士，又应制科。历任左拾遗、殿中侍御史。唐玄宗天宝末年，宰相杨国忠专政，敬括没有依附他，外放为果州刺史。后来官至给事中、兵部侍郎、大理卿。唐代宗大历初年，周智光伏诛后，敬括担任同州刺史。一年多以后，入为御史大夫。为官不求名利，志尚简淡，因循守职，不以私害公，被士人所称道。大历六年三月去世。